# Varicosia clavifera
Varicosia clavifera är en fjärilsart som beskrevs av Louis Beethoven Prout 1928. Varicosia clavifera ingår i släktet Varicosia och familjen nattflyn. Inga underarter finns listade i Catalogue of Life.